# Jonathan Hensleigh
Jonathan Blair Hensleigh (* 13. Februar 1959 in Middlesex County, Massachusetts) ist ein US-amerikanischer Drehbuchautor, Produzent und Regisseur.

## Leben
Hensleigh absolvierte 1981 sein Geschichtsstudium an der University of Massachusetts Amherst. Anschließend studierte er Rechtswissenschaften an der University of Virginia und wurde 1985 in Massachusetts zum Anwalt zugelassen. Insgesamt arbeitete er sieben Jahre als Anwalt, bevor er sich als Autor in Hollywood etablieren konnte.
Mit fünf Folgen der Fernsehserie Die Abenteuer des jungen Indiana Jones wurden seine ersten Bücher für das Fernsehen gedreht. Sein erstes verfilmtes Drehbuch, welches für die Leinwand adaptiert wurde, war der 1993 veröffentlichte Abenteuerfilm Die Spur des Windes – Das letzte große Abenteuer. Mit Simon Says schrieb er auch ein Drehbuch für einen Actionfilm, in dem Brandon Lee die Hauptrolle übernehmen sollte. Nachdem dieser verstorben war, galt das Drehbuch kurzzeitig als vierter Teil der Lethal-Weapon-Filmreihe, bevor es schließlich als Stirb langsam – Jetzt erst recht verfilmt wurde. Es folgte eine enge Zusammenarbeit mit Michael Bay für The Rock – Fels der Entscheidung, für das er nicht als Autor genannt wurde. Nach einem öffentlichen Streit mit der Writers Guild of America erhielten weder er noch Aaron Sorkin eine Nennung als Filmautoren.
Dafür wurde er später für mehrere Projekte als Produzent mit engagiert. So unter anderem für Con Air (1997), Armageddon – Das jüngste Gericht (1998) und Nur noch 60 Sekunden (2000). Im Jahr 2004 gab er sein Regiedebüt mit The Punisher, der zweiten Verfilmung des gleichnamigen Comics.
Seit dem 19. Juni 1995 ist er mit der Produzentin Gale Anne Hurd verheiratet und hat mit ihr eine Tochter.

## Filmografie (Auswahl)
Drehbuch
- 1992–1993: Die Abenteuer des jungen Indiana Jones (The Young Indiana Jones Chronicles, Fernsehserie)
- 1993: Die Spur des Windes – Das letzte große Abenteuer (A Far Off Place)
- 1995: Stirb langsam – Jetzt erst recht (Die Hard With A Vengeance)
- 1995: Jumanji
- 1997: The Saint – Der Mann ohne Namen (The Saint)
- 1998: Armageddon – Das jüngste Gericht (Armageddon)
- 2004: The Punisher
- 2007: Next
- 2011: Bulletproof Gangster (Kill the Irishman)
- 2021: The Ice Road

Regie
- 2004: The Punisher
- 2007: Cannibals – Welcome to the Jungle (Welcome to the Jungle)
- 2011: Bulletproof Gangster (Kill the Irishman)
- 2021: The Ice Road

Produzent
- 1997: Con Air
- 2000: Nur noch 60 Sekunden (Gone in 60 Seconds)